# Maas-Buurtspoorweg
De N.V. Maas-Buurtspoorweg (M.B.S.), opgericht op 28 december 1911 te Gennep, is een voormalig bedrijf voor openbaar vervoer, dat tussen 1913 en 1949 per stoomtram, motortram en later alleen autobus een verbinding onderhield op de tramlijn Nijmegen - Venlo. Daarnaast werden verschillende kleine lijnen overgenomen zowel bij Nijmegen als bij Venlo. De MBS is in 1949 samen met Vitesse opgegaan in de Zuidooster. Grote delen van het traject worden in de 21e eeuw nog bediend door buslijn 83.

## Geschiedenis
Sinds de aanleg in 1883 van de spoorlijn Nijmegen - Venlo (Maaslijn) op de westelijke Maasoever wilde men ook aan de oostkant een goede verbinding tussen Nijmegen en Venlo hebben. In juni 1900 werd hiertoe bij Provinciale Staten van Limburg een eerste verzoek ingediend voor een stoomtramweg, dat vooralsnog werd afgewezen. De ondernemers Van der Grinten en Cremer, eigenaren van een hotel in Plasmolen, wilden niet wachten en zetten in 1907 tussen Nijmegen, Plasmolen en Gennep een dienst op met Londense omnibussen. De rijksweg was in zeer slechte staat en de lijn werd geen groot succes. Met de komst van de MBS-tram in 1913 staakten de hoteleigenaren hun particuliere initiatief.
De aanleg van de tramlijn in de westelijke berm van de rijksweg startte in 1911 na de oprichting van de MBS. Op 31 mei 1913 begon de exploitatie van zowel het reizigers- als het goederenvervoer per tram met zes nieuwe stoomlocomotieven, waaraan later dat jaar nog twee werden toegevoegd. Alle acht stuks werden gebouwd door Hohenzollern in Düsseldorf. In Gennep, naast het hoofdkantoor van de Noord-Brabantsch-Duitsche Spoorweg-Maatschappij (NBDS) die aandelen had in de naamloze vennootschap MBS, was tot 1925 de directie gevestigd. Daarna verhuisde de MBS naar een ander pand. Op enkele tientallen meters van het kantoor kruiste de tramlijn met de NBDS-spoorlijn Boxtel - Wesel.
Het aantal passagiers van de stoomtram groeide in de eerste jaren, maar de Eerste Wereldoorlog zorgde voor een moeilijke tijd.
Autobussen kwamen in deze jaren in opmars. Vanaf 1923 nam het trambedrijf bussen in gebruik. In 1930 werd de noodlijdende Stoomtramweg-Maatschappij Venlo - Maasbree - Helden (VMH) overgenomen en vanaf 1933 werd ook de tramlijn Nijmegen - Wamel van de Stoomtram Maas en Waal door de MBS geëxploiteerd. Vanaf 1936 nam de MBS ook busbedrijven over, eerst Van Oosten & Peerenboom, in 1937 Quick, in 1938 Groos en in 1939 Burgers & Arts.
Het personenvervoer per tram nam in de jaren dertig sterk af. Ook de concurrentie met het goederenvervoer door de opkomst van de vrachtauto was groot. Doordat er een wildgroei van busondernemingen was, greep de overheid in 1939 in.
Door de opkomst van een nieuwe generatie dieselmotoren kreeg de tram midden jaren dertig als motortram weer bestaansrecht, maar een groot tekort aan dieselolie maakte in de jaren 1940-1945 hieraan een einde. De stoomtram werd weer ingezet, maar het materieel was versleten en duur in gebruik. De dieseltrams werden voorzien van houtgasgeneratoren en konden zo weer worden gebruikt. Hoewel de passagiers in toenemende mate gebruik maakten van de tram, zorgde de slechte staat van het materieel voor grote vertragingen.
Na de luchtlandingen bij Nijmegen op 17 september 1944 werd de tramlijn door oorlogshandelingen ernstig vernield. Die dag reden de laatste trams. In 1946 werd besloten het trambedrijf niet te hervatten en werd het spoor opgebroken. De stoomlocs werden gesloopt. De motortrams, de laatst overgebleven postbagagewagen (de rest werd motorlocomotief) en de oorspronkelijke MBS-rijtuigen werden verkocht aan de Rotterdamsche Tramweg Maatschappij, waar een deel van dit materieel tot 1966 dienstdeed.
De volledige vloot goederenmaterieel en een grote hoeveelheid rails werden verkocht aan de Zeeuwsch-Vlaamsche Tramweg-Maatschappij.

## Materieeloverzicht
| Serie             | Tractie       | Bouwjaar (fabriek)    | Opmerkingen | Afbeelding |
| ----------------- | ------------- | --------------------- | --- | ---------- |
| Locomotieven      |               |                       | |            |
| 40-47             | Stoom         | 1913 (Hohenzollern)   | De locomotieven kregen namen van plaatsen die langs de lijn lagen. 40: Nijmegen, 41: Plasmolen, 42: Gennep, 43: Bergen, 44: Arcen, 45: Venlo, 46: Mook, 47: Velden In 1945 is deze serie gesloopt. |            |
| 13-16             | Stoom         | 1912 (Hohenzollern)   | Afkomstig van de LTM. Oorspronkelijk aangeschaft door de VMH voor de lijn Venlo - Maasbree in de serie 1 - 4. De locomotieven hadden van oorsprong de namen: 1: Louis Regout, 2: Frans Goossens, 3: Helden, 4: Maasbree. In 1935 buiten dienst gesteld en gesloopt, met uitzondering van locomotief 14 die nog enkele jaren diende als verwarmingsketel in de werkplaats van Gennep. |            |
| 17                | Stoom         | 1898 (Hohenzollern)   | Afkomstig van de LTM. Daarvoor aangeschaft door de VMH voor de lijn Venlo - Maasbree als nummer 5. Afkomstig van de Dampfstrassenbahn Bonn-Godesberg-Mehlem (nummer 1 met naam Roswindis), daarna werkloc bij de aanleg van de lijnen van de ZVTM. Vanaf 1917 bij VMH, LTM en later MBS. In 1935 buiten dienst gesteld en in 1937 gesloopt. |            |
| DI-DIII           | Diesel        | 1934, 1935            | Voormalige goederenwagons met postruimte, in de jaren 30 verbouwd tot motorrijtuigen. Samen met van stuurstand voorziene personenrijtuigen (AB 12, AB 13 en AB14) ontstonden motortramstelcombinaties die ten opzichte van stoomtractie eenvoudiger waren in exploitatie. (DI=106, DIII=104) |            |
| DIV-DV            | Diesel        | 1937, 1938            | Voormalige goederenwagons, in de jaren 30 verbouwd tot motorrijtuigen. (DIV=103, DV=102). De 103 werd na einde van de tramlijn in 1946 verkocht aan de RTM als M68. Locomotief DV werd ook verkocht aan de RTM maar brandde in 1951 grotendeels af en kwam met vernieuwde bovenbouw in dienst als MD 1805. Is bewaard gebleven. |            |
| Personenrijtuigen |               |                       | |            |
| AB 1-10           | AB 1-10       | 1913, 1914 (Allan)    | 10 rijtuigen met twee klassen en gesloten balkons. Er waren 12 zitplaatsen 1e klasse en 24 zitplaatsen 2e klasse. In 1946 werden de AB1, AB4, AB5, AB6, AB7, AB8 en AB11 verkocht aan de RTM. In 1947 volgden de B2, B9 en AB3 en kwamen als BD411 - 413 in dienst. In 1963 kwamen de AB417 (ex MBS AB6) terecht bij de Tramweg-Stichting. Na een aantal jaar bij het Nederlands Spoorwegmuseum gestaan te hebben is in 2010 is een restauratie gestart bij de RTM in Ouddorp AB 10 werd verkocht aan de RTM en kreeg na een aanrijding in 1949 een nieuwe rijtuigbak (BPD 1631). Kwam terecht bij de Museumstichting RTM. Na restauratie sinds 2010 in gebruik is als museumrijtuig 1631. |            |
| AB 11-14          | AB 11-14      | 1916 (Allan)          | In 1946 werd de AB11 verkocht aan de RTM en werd daar als B421 in gebruik genomen. In 1947 volgden de stuurstandrijtuigen AB13 en AB14 die bij RTM in dienst kwamen als AB422M en AB423M. Stuurstandrijtuig AB12 was in 1944 al onherstelbaar beschadigd geraakt. |            |
| AB 21-26          | AB 21-26      | 1912, 1913 (Beijnes)  | Aangeschaft door de VMH die daar reden onder nummers 1 - 4, 51 - 52. Daarna vernummerd naar de Limburgsche Tramweg-Maatschappij nummering 81 - 84 en 91 - 92. Hebben door een afwijkend remsysteem altijd dienstgedaan op de tramlijn naar Beringen. Afgevoerd werden de rijtuigen in 1937. |            |
| Goederenwagens    |               |                       | |            |
| LE/EL 101-104     | LE/EL 101-104 | (Allan)               | Gesloten goederenwagens. De 102, 103 en 104 werden in de jaren 30 verbouwd tot dieselmotorwagens. Mogelijk zijn onderdelen van de 101 gebruikt bij de bouw van motorwagen 67 van de RTM, die diende als vervanging van de in 1947 afgebrande M68 (ex MBS 103). |            |
| LE/EL 105-106     | LE/EL 105-106 | 1916 (Allan)          | Gesloten goederenwagens. In de jaren 30 verbouwd tot dieselmotorwagens DI en DII. |            |
| 201-210           | 201-210       | (Allan)               | Gesloten goederenwagens. Verkocht aan de ZVTM. De vroegere 208 werd eigendom van de SHM |            |
| 211-220           | 211-220       | (Allan)               | Gesloten goederenwagens. |            |
| 251-253           | 251-253       | 1896 (Métallurgiques) | Gesloten goederenwagens, aangeschaft in 1924 en afkomstig van de tramlijn Haarlem - Alkmaar (C 57-59, daarvoor E 1-3. |            |
| 301-330           | 301-330       | (Allan)               | Open goederenwagens. |            |
| 331-342           | 331-342       | 1924 (Allan)          | Open goederenwagens. |            |
| 401-404           | 401-404       | (Allan)               | Open platte wagens. |            |
| 501-514           | 501-514       | 1896 (Both & Tilmann) | Open goederenwagons, aangeschaft in 1913 na omsporing van de Köln-Frechen-Benzelrather Eisenbahn. |            |
| 551-552           | 551-552       | 1896 (Métallurgiques) | Open goederenwagons, aangeschaft in 1924 en afkomstig van de tramlijn Haarlem - Alkmaar (C 151-152, daarvoor G 1-2. |            |
| 601-605           | 601-605       | 1893 (Both & Tilmann) | Gesloten goederenwagens, in 1913 gekocht van de Köln-Frechen-Benzelrather Eisenbahn. |            |
| 701 - 705         | 701 - 705     | 1893 (Herbrand & Co)  | Open goederenwagens. |            |

## Bezit 1928

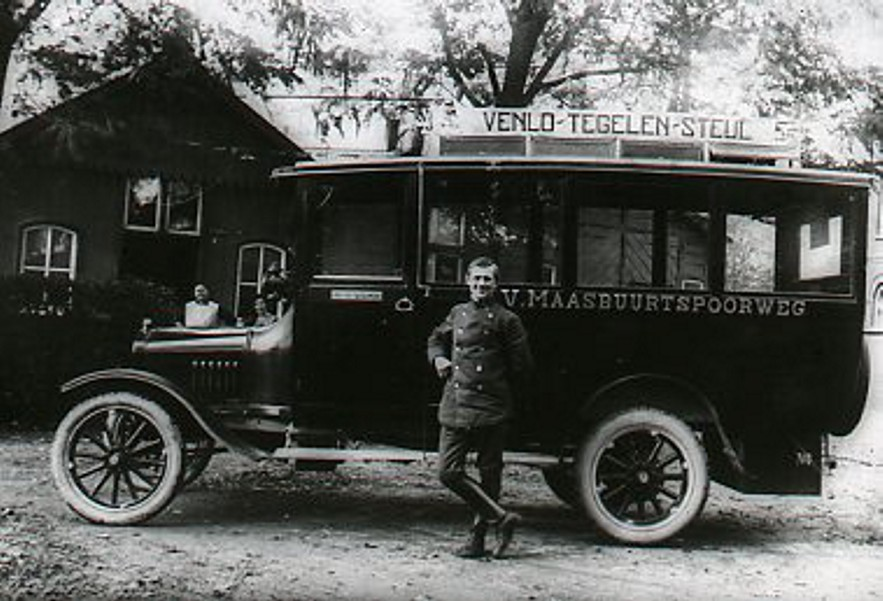
Autobus van de N.V. Maas-Buurtspoorweg-dienst Venlo-Tegelen-Steyl in Steyl; 1923.

In 1928 bezat de MBS:
- 9 autobussen
- 1 Chevroletwagen,
- 1 Ford-omnibus
- 6 Ford-vrachtwagens
- 5 Chevrolet-vrachtwagens
- 1 vijftonner (Dion Bouton)

## Museumvoertuigen

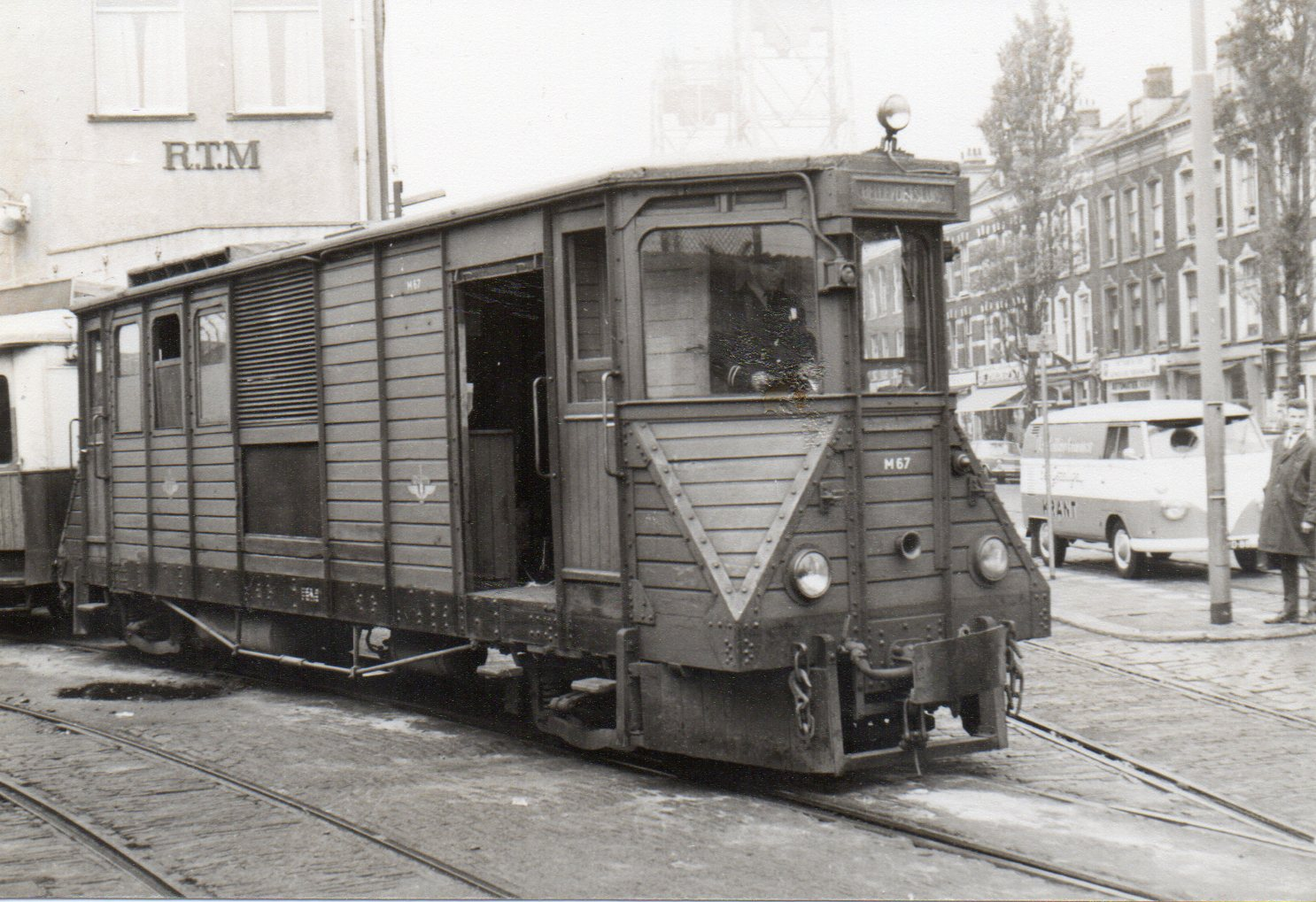
Motorwagen M67 (ex-Maas-Buurtspoorweg) van de Rotterdamsche Tramweg Maatschappij aan de Rosestraat in Rotterdam; 1965.

- Bij de Stichting voorheen RTM bevindt zich een 'Limburgs tramstel', bestaande uit in 1946 door de RTM van de Maas-Buurtspoorweg overgenomen materieel dat tot 1944 had gereden op de tramlijn Nijmegen – Venlo.
  - Een van de in de jaren dertig uit een postbagagewagen verbouwde motortrams van de MBS uit 1913, die in 1946 aan de RTM was verkocht, keerde in 1966 terug in Gennep, bij de Page-fabriek. Vervolgens ging de tram in 1967 naar het Nederlands Spoorwegmuseum, dat het rijtuig in Utrecht tentoonstelde. Sinds 1991 is het in langdurige bruikleen gegeven aan de Stichting voorheen RTM te Ouddorp en is sinds 2003 eigendom van deze stichting. Sinds eind 2009 is deze loc weer in rijvaardige staat. Deze loc is echter niet een volledig originele MBS-locomotief. De voormalige D IV van de MBS kwam bij de RTM als M 68 kort na de oorlog weer in dienst, doch brandde snel daarna volledig uit. Op basis van het frame werd, met gebruikmaking van delen van een bagagewagen, de loc naar analogie van het origineel, maar niet identiek, weer opgebouwd en nu genummerd M 67.
  - Daarnaast bestaan twee originele houten rijtuigen van de MBS, zij het in RTM-uitvoering. De AB 417 werd in 1963 door de Rotterdamsche Tramweg Maatschappij aan het Nederlands Spoorwegmuseum geschonken. Dit rijtuig is sinds 2013 weer in dienst in Ouddorp. Bij de opheffing van de laatste RTM-lijnen was ook het rijtuig AB 414 aanwezig, dat in 1965 door de Tramweg-Stichting werd aangekocht. Na een afronding van een vijf jaar durende restauratie werd rijtuig AB 414 op 30 september 2017 in dienst gesteld.
- Verder bestaat nog de geheel gemoderniseerde RTM-locomotief MD 1805, opgebouwd uit onderdelen van een MBS-locomotief met een moderne opbouw. Deze locomotief is eveneens in Ouddorp actief.
- Eveneens te bezichtigen in Ouddorp is het RTM-rijtuig BPD 1631 dat werd gebouwd op basis van een ex-MBS-stoomtramrijtuig.
- Goederenwagen 208 is (per dec. 2006) aanwezig bij de Museumstoomtram Hoorn - Medemblik (niet bedrijfsvaardig).